# Manole
Manole (bulgariska: Маноле) är ett distrikt i Bulgarien.   Det ligger i kommunen obsjtina Maritsa och regionen Plovdiv, i den centrala delen av landet, 140 km öster om huvudstaden Sofia.
Trakten runt Manole består till största delen av jordbruksmark. Runt Manole är det ganska tätbefolkat, med 80 invånare per kvadratkilometer.